# Peter Andersson (ishockeyspelare född 1962)
Peter Andersson, född 2 mars 1962 i Sundsvall, är en svensk före detta professionell ishockeyspelare (back) som vunnit dubbla VM-guld i ishockey, deltagit i två Olympiska vinterspel och tre Canada Cup. Efter avslutad ishockeykarriär har han verkat som ledare inom sporten. Från 2008-2011 var han assterande tränare i IF Björklöven. Sedan 2011 är han assisterande tränare i Modo Hockey.

## Meriter
Har som en av få spelare från dåvarande division I i ishockeyns seriesystem representerat Tre Kronor.
- VM-guld 1991, 1987
- VM-silver 1990
- VM-fyra 1989, 1983, 1982
- OS-brons 1988
- OS-femma 1992
- Canada Cup-trea 1991, 1987
- Canada Cup-tvåa 1984
- Stora Grabbars Märke nummer 132
- kopia av Svenska Dagbladets guldmedalj 1987

## Klubbar
- Timrå IK (1978/1979-1979/1980) Moderklubb
- IF Björklöven (1980/1981-1982/1983)
- Washington Capitals (1983/1984)
- Binghamton Whalers (1984/1985)
- Washington Capitals (1985/1986)
- Quebec Nordiques (1985/1986)
- IF Björklöven (1986/1987-1988/1989)
- Kloten Flyers (1989/1990)
- EV Zug (1989/1990)
- IF Björklöven (1990/1991-1994/1995)